# Consejo Superior de las Lenguas de Aragón
El Consejo Superior de Lenguas de Aragón (en aragonés Consello Superior d'as Luengas d'Aragón y en catalán Consell Superior de les Llengües d'Aragó) fue un órgano consultivo gubernamental aragonés creado por la Ley de Lenguas de Aragón (2009) y cuyas normas de funcionamiento fueron aprobadas por decreto 88/2011 del Gobierno de Aragón. Tuvo su sede oficial en la ciudad de Zaragoza y sus competencias abarcaban distintas funciones asesores e informadoras en materia de política lingüística en relación con las lenguas propias existentes en la comunidad autónoma de Aragón: aragonés (también llamado altoaragonés) y catalán (hay que tener en cuenta que el español es la lengua oficial y utilizada mayoritariamente en todo su territorio). 
Su existencia fue efímera: Fue creado en 2009 y abolido en 2013 como por la nueva Ley de Lenguas de Aragón que derogó la ley del 2009 y que encomendó sus funciones a la Academia Aragonesa de la Lengua y al Gobierno de Aragón.

## Creación
Su constitución se inició a los tres meses de la entrada en vigor de la ley, como órgano colegiado consultivo adscrito al departamento del Gobierno de Aragón competente en materia de política lingüística y fue dotado de autonomía orgánica y funcional con el fin de garantizar su objetividad e independencia.

## Composición
Se establecía que el Consejo Superior de las Lenguas de Aragón estuviera formado por 15 miembros, que se designan entre filólogos, juristas, sociólogos, destacadas personalidades de las letras, la enseñanza o la investigación lingüística o de los ámbitos social o cultural de Aragón.
Eran nombrados por el Presidente de Aragón a propuesta de las Cortes de Aragón, del Gobierno de Aragón y de la Universidad de Zaragoza, correspondiendo a cada una de estas instituciones efectuar la propuesta de 5 miembros. 
Los miembros del Consejo debían ser designados por un período de 6 años y se renuevan por terceras partes cada 2.

### Cese de los miembros
El cese de los miembros se podía deber a una de las siguientes causas: 
1. Transcurso del plazo de nombramiento.
2. Inhabilitación declarada por resolución judicial firme.
3. Renuncia aceptada por el presidente del Consejo.
4. Declaración de fallecimiento o incapacidad.

Las vacantes producidas serían cubiertas a propuesta de la institución que efectuó el nombramiento de la persona cuestión por el tiempo de mandato que le resta.

### Renovación de los miembros
La primera renovación del Consejo Superior de las Lenguas de Aragón se habría producido por terceras partes de sus miembros cada 2 años dentro del periodo inicial de 6 años para el que han sido nombrados. Correspondía a las instituciones que propusieron su nombramiento establecer el orden de dicha renovación. 
- La primera renovación afectaría a dos de los miembros propuestos por las Cortes de Aragón, uno por el Gobierno de Aragón y dos por la Universidad de Zaragoza.
- La segunda renovación afectaría a dos de los miembros propuestos por las Cortes de Aragón, uno por el Gobierno de Aragón y dos por la Universidad de Zaragoza.
- La tercera renovación afectaría a uno de los miembros propuestos por las Cortes de Aragón, tres por el Gobierno de Aragón y uno por la Universidad de Zaragoza.

## Miembros
Los miembros fueron designados por parte de la Universidad de Zaragoza, las Cortes de Aragón y el Gobierno de Aragón, los cuales fueron los siguientes:

### Universidad de Zaragoza
Los miembros nombrados por la universidad de Zaragoza fueron:
- Javier Giralt Latorre
- Francho Nagore Laín
- María Antonia Martín Zorraquino
- Francisco Beltrán Lloris
- Luisa María Frutos Mejías

### Cortes de Aragón
Los miembros elegidos por las Cortes de Aragón fueron:
- PSOE:
  - Alberto Moragrega Julián
  - Marta Marín Bráviz
- PAR:
  - Enrique Badía García
- CHA:
  - José Ignacio López Susín
- IU:
  - Chusé Raúl Usón

La ausencia de representación del PP se debió a que él mismo renunció a ella por coherencia con su posición política en esta materia.

### Gobierno de Aragón
Los cinco miembros elegidos por el Gobierno de Aragón fueron:
- María del Carmen Alcover Pinós
- José Bada Panillo
- Manuel Castán Espot
- José Ignacio Micolau Adell
- Fernando Sánchez Pitarch

La primera decisión del Consejo, en su sesión constitutiva, fue elegir a José Bada Panillo como presidente provisional del mismo, por tratarse del miembro de mayor edad.

## Funciones
1. Proponer a los órganos competentes de la Administración líneas de actuación en el marco de política lingüística.
2. Proponer la adopción de las medidas adecuadas para garantizar la protección del patrimonio lingüístico aragonés y el uso de las lenguas y modalidades lingüísticas propias de Aragón.
3. Efectuar el seguimiento de los planes y programas en materia lingüística, así como de las líneas de actuación que se determinen.
4. Emitir informes por iniciativa propia o a solicitud de los órganos de la Administración Pública en asuntos relacionados con la política lingüística.
5. Efectuar propuestas a las Administraciones Públicas sobre actuaciones de fomento y garantía del uso, enseñanza y conocimiento de las lenguas y modalidades lingüísticas propias de Aragón.
6. Emitir informe previo a la declaración de las zonas y municipios de utilización de las lenguas propias.
7. Ser oído previamente al establecimiento de los topónimos en Aragón.
8. Informar las actuaciones que corresponda adoptar en los municipios pertenecientes a la zona mixta de utilización histórica de las lenguas y modalidades lingüísticas propias.
9. Cualquier otra que se le atribuya en la Ley de Lenguas.

### Zonas de utilización de las lenguas propias
Como establece el punto 6, el Consejo Superior de las Lenguas de Aragón tenía como función determinar las zonas donde se habla cada una de las lenguas propias (hay que tener en cuenta que el castellano es la lengua oficial y utilizada en todo su territorio): 
- Una zona de utilización histórica predominante del aragonés, junto al castellano, en la zona norte.
- Una zona de utilización histórica predominante del catalán, junto al castellano, en la zona este.
- Una zona mixta de utilización histórica de ambas lenguas propias de Aragón, junto al castellano, en la zona nororiental.
- Una zona de uso exclusivo del castellano con modalidades y variedades locales.

Asimismo, se establecían zonas o localidades de transición-recepción que incluían localidades próximas que por su capitalidad fueran receptoras de ciudadanos aragoneses con una lengua propia distinta del castellano. Las administraciones de la zona o localidad de transición-recepción debían cumplir con lo establecido para las zonas de utilización histórica predominante de las lenguas propias.

### Designación de los primeros integrantes de las academias
Los primeros integrantes de la Academia de la Lengua Aragonesa y de la Academia Aragonesa del Catalán serían nombrados por el Gobierno de Aragón a propuesta del Consejo Superior de las Lenguas de Aragón.